# Siêu đại biểu
Siêu đại biểu (tiếng Anh:Superdelegates) là đại biểu đến dự một đại hội chọn ứng cử viên tổng thống tại Hoa Kỳ và đại biểu này không bị pháp luật ràng buộc phải bỏ phiếu cho ai sau các cuộc bầu cử sơ bộ tổng thống Hoa Kỳ. Siêu đại biểu thường được ám chỉ là các viên chức dân cử và các viên chức đảng hiện tại cũng như cựu viên chức dân cử và các cựu viên chức đảng. Đôi khi siêu đại biểu còn được ám chỉ là đại biểu "tự do" (unpledged delegates) nhưng cũng có một số đại biểu "tự do" không phải là siêu đại biểu. Ngoài ra, cũng có các viên chức dân cử và viên chức đảng là các đại biểu bị ràng buộc phải bỏ phiếu cho ai (pledged delegates).
Các siêu đại biểu được bổ nhiệm lần đầu tiên trong thập niên 1970 sau khi sự kiểm soát tiến trình chọn lựa ứng cử viên tổng thống của Đảng Dân chủ chính thức rời khỏi tay của các viên chức đảng sang tiến trình bầu cử sơ bộ. Mục đích của việc bổ nhiệm các siêu đại biểu là cho những người có vai trò trong đảng chút ít tiếng nói của họ trong tiến trình chọn lựa ứng cử viên trước năm bầu cử.
Đảng Cộng hòa có 123 đại biểu tương tự được tự động bổ nhiệm, đó là thành viên của Ủy ban Quốc gia Đảng Cộng hòa. Ngoài các đại biểu được tự động bổ nhiệm này, Đảng Cộng hòa có 463 đại biểu tự do trong tổng số 2.380 đại biểu.
Trong giai đoạn bầu cử sơ bộ của Đảng Dân chủ vào năm 2004, Howard Dean đã dẫn đầu sớm tính theo con số đại biểu là nhờ vào sự ủng hộ của một số siêu đại biểu trước khi các cuộc bầu cử sơ bộ đầu tiên được tiến hành.

## Đại hội toàn quốc Đảng Dân chủ năm 2008
Đại hội toàn quốc Đảng Dân chủ năm 2008 là nơi chính thức chọn ra ứng cử viên tổng thống của Đảng Dân chủ có 796 siêu đại biểu mặc dù con số này chưa phải là con số cuối cùng cho đến ngày 1 tháng 3 năm 2008. Các siêu đại biểu đến đại hội bao gồm tất cả thành viên Quốc hội Hoa Kỳ thuộc Đảng Dân chủ, các thống đốc tiểu bang thuộc Đảng Dân chủ, các viên chức dân cử đa dạng khác thuộc Đảng Dân chủ, thành viên của Ủy ban Quốc gia Đảng Dân chủ cũng như "tất cả các tổng thống, các phó tổng thống, các lãnh tụ đảng tại Thượng viện Hoa Kỳ, các chủ tịch Hạ viện Hoa Kỳ, các lãnh tụ thiểu số tại Hạ viện thuộc Đảng Dân chủ xưa và nay. Ngoài ra còn có các cựu chủ tịch Ủy ban Quốc gia Đảng Dân chủ." Danh sách các siêu đại biểu có thể tìm thấy tại đây.
Một ứng viên cần có đa số phiếu kết hợp của cả đại biểu và siêu đại biểu để giành được sự đề cử của đảng. Tổng số các đại biểu Đảng Dân chủ từ các cuộc bầu cử sơ bộ tại các tiểu bang là 3.253 cộng với số siêu đại biểu là 4.049. Tổng số phiếu đại biểu mà một ứng cử viên cần có để được đề cử là 2.025. Siêu đại biểu chiếm khoảng 1/5 hay 19,6% tổng số phiếu tại đại hội đảng. Các đại biểu được chọn trong các cuộc bầu cử sơ bộ của Đảng Dân chủ chiếm khoảng 4/5 hay 80,4%.
 Ghi chú: Tất cả các con số trong phần này là không kể số đại biểu từ hai tiểu bang Michigan và Florida theo quy định của Ủy ban Quốc gia Đảng Dân chủ (hai tiểu bang bị cấm vì phạm quy định của đảng).

## Chỉ trích
Đảng Dân chủ đã bị chỉ trích  vì tiến hành các cuộc bầu cử sơ bộ theo kiểu cách không dân chủ. Lý do là vì các siêu đại biểu thường thường được chọn không dựa theo chuẩn mực cho cuộc đua tranh chức tổng thống và không bị bắt buộc phải ủng hộ ứng cử viên do các cử tri bầu chọn. Có một số lời kêu gọi liên tục đòi hủy bỏ các siêu đại biểu trong tiến trình chọn lựa ứng cử viên để phản ánh chính xác hơn sự chọn lựa của người dân.
Các đại biểu được chọn trong các cuộc bầu cử sơ bộ có thể không phản ánh chính xác lá phiếu đã bỏ mặc dù quy định của đảng có bắt buộc là số đại biểu phải được chia theo tỉ lệ phiếu bầu hơn là người thắng cuộc giành hết số đại biểu.